# Hector Boece
Hector Boece, ou encore Hector Boetius, Hector Boethius ou Hector Boyce, né vers 1465 à Dundee et mort en 1536 à Aberdeen, est un philosophe écossais. 

## Carrière universitaire
Il réalisa ses études à l’université d'Aberdeen puis à l'université de Paris. Il s'y lia d'amitié avec Érasme, alors qu'ils étaient tous deux étudiants au collège de Montaigu. Jan Standonck dirigeait l'institution avec autorité et une approche dure de l'éducation; Boece devint plus tard secrétaire de Standonck et, en 1497, professeur de philosophie à l'université. En 1500, une offre financière généreuse l'incita à quitter Paris pour Aberdeen, où on lui proposait de devenir le premier principal de l'université d'Aberdeen, fondée par William Elphinstone qui envoya une requête au pape Alexandre IV (à la suite de la demande du roi Jacques IV) résultant en une bulle papale. À partir de ce moment, il travailla en étroite relation avec Elphinstone pour mettre en place cette nouvelle université et, en 1505, des cours réguliers prenaient place au King's College. La structure de l'université fut inspirée de celles de Paris et d'Orléans. Boece délivrait des cours de médecine et théologie. À la fin de l'année 1534, Boece devint recteur de Fyvie. Il décéda deux ans après à Aberdeen, à l'âge de 71 ans.

## Œuvres
En dehors de son travail à l'université, Boece écrit et publia deux ouvrages, l'un biographique et l'autre historique. En 1522, il publia Episcoporum Murthlacensium et Aberdonensium (Vies des évêques de Murthlack et Aberdeen), et en 1527 son fameux ouvrage, Historia Gentis Scotorum (histoire du peuple écossais). Il s'agissait seulement du second ouvrage traitant historiquement des écossais. Selon les standards modernes en la matière, cette œuvre est biaisée car patriotique, et inexacte sur de nombreux points. En revanche, elle reçut un accueil très favorable en son temps, aussi bien en Écosse qu'en Europe, où elle fut traduite du latin en Français en 1536, du Latin au Scots par John Bellenden (en), et en Anglais pour les Chroniques d'Angleterre, Écosse, et Irlande de Raphael Holinshed. Le récit historique de Macbeth flattait nettement les ancêtres du mécène de Boece, le roi Jacques IV, et calomniait allègrement Macbeth. L'histoire fut incorporée dans les chroniques de Holinshed et fut utilisée par Shakespeare comme base pour écrire sa tragédie Macbeth.
La seule perspective historique sur les Écossais dont on disposait auparavant était écrite par John Mair, dans un style fluide qui devint rapidement populaire et conduisit à promouvoir la religion auprès de la cour d'Écosse. Il s'agit du plus ancien ouvrage de prose écrit en écossais[Lequel ?] qui nous est parvenu[réf. nécessaire]. Au début des années 1530, le lettré Giovanni Ferrerio, engagé par l'abbé Robert Reid (en) de l’abbaye de Kinloss, écrivit la suite de l'histoire de Boece, l'étendant jusqu'au règne de Jacques III.

### Source
- (en) John William Cousin, A short Biographical Dictionary of English Literature, New York : E. P. Dutton, 1910. (dans le domaine public)